# Portret van Marguerite Khnopff
Portret van Marguerite Khnopff is een schilderij van de Belgische kunstschilder Fernand Khnopff, geschilderd in 1887, olieverf op doek (gelijmd op paneel), 96 x 74,5 centimeter. Het is een portret van zijn zus Marguerite. Het schilderij werd aangekocht door het Erfgoedfonds van de Koning Boudewijnstichting en bevindt zich in bruikleen bij de Koninklijke Musea voor Schone Kunsten van België te Brussel.

## Context
Khnopff bleef het grootste deel van zijn leven vrijgezel. Pas op zijn vijftigste trouwde hij met de zestien jaar jongere Marthe Worms, maar dat huwelijk werd nog geen drie jaar later alweer ontbonden. Het onderstreepte Khnopffs levensmotto 'On n'a que soi' (men heeft enkel zichzelf), dat in grote letters boven zijn villa te Brussel prijkte. Volgens Khnopff staat elke mens er uiteindelijk alleen voor, is ieder mens een geïsoleerd individu dat op geen enkele steun vanuit zijn omgeving mag rekenen.
Khnopff had niettemin een bijzondere en innige relatie met zijn zus Marguerite, die hij tal van keren zou schilderen. In Memories of lawn tennis (1889) plaatst hij haar zeven keer naast elkaar en creëert daarmee een idealistisch droombeeld dat zich lijkt te onttrekken aan de wetten van ruimte en tijd. Het markeert zijn overgang eind jaren 1880 naar het symbolisme en kan als een opmaat worden gezien voor het latere surrealisme. Zijn Portret van Marguerite Khnopff uit 1887 staat nog duidelijk onder invloed van het impressionisme, met invloeden van de door hem bewonderde James McNeill Whistler.

## Afbeelding
Khnopff schildert zijn zuster in het wit, de kleur van de onschuld, waarmee hij haar neerzet als een icoon van de ideale, perfecte vrouw. Haar strakke korset is tot aan de hals gesloten en de kleding laat geen enkel stukje van de huid zien. De lange handschoenen wijzen erop dat ze elk fysiek contact afwijst. Het kenmerkt het engelachtige type van de mysterieuze, onbereikbare, maagdelijke vrouw, tegelijkertijd verleidster, zoals die tot aan de eeuwwisseling voortdurend opduikt in het werk van Khnopff, vaak in de persoon van Marguerite.

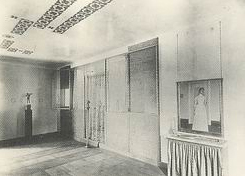
Khnopffs 'blauwe kamer', met rechts Marguerites portret.

Sommige kunstwetenschappers leggen Khnopffs bijzondere bezetenheid voor zijn zus wel uit als incestueuze neigingen. De leegte van de witte ruimte creëert een sfeer van steriele onaantastbaarheid en benadrukt de afwijzende, schuchtere houding van het model. Haar afwijkende blik heeft iets geïrriteerds. De suggestie wordt gewekt dat er iets achter haar geslotenheid moet zitten, wellicht een verboden erotisch verlangen, bepaalde gevoelens voor haar broer, maar zoals in vrijwel al zijn werken laat Khnopff het aan de verbeelding van de kijker om dit in te vullen. 'Een object benoemen is de poëzie van haar genoegen beperken', zei hij eens: 'Het genot zit hem vooral in het langzaam ontdekken van het mysterie'.

## Historie

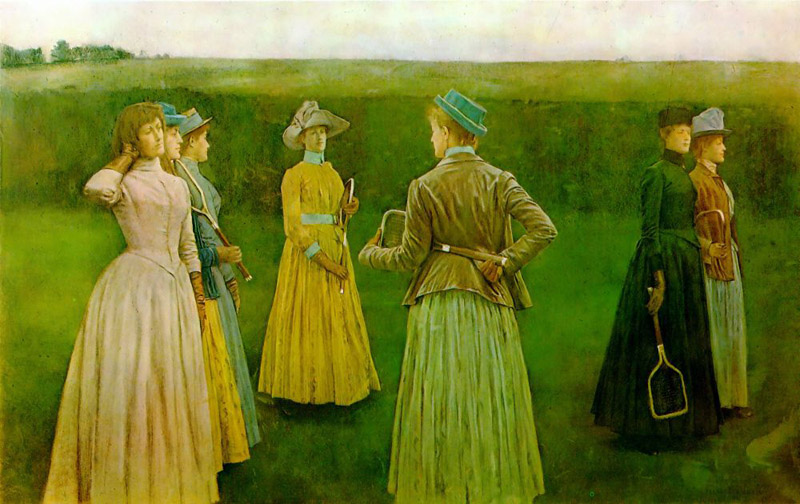
'Memories of lawn tennis, 1889, 7x Marguerite.

Portret van Marguerite Khnopff was een van de lievelingsschilderijen van Khnopff. Het schilderij was het belangrijkste element van zijn 'blauwe kamer', een toevluchtsoord in zijn woning te Brussel, zijn heilige der heiligen, waar hij zijn meest geliefkoosde werken en reproducties bewaarde. Na Khnopffs dood ging het werk over op zijn zuster Marguerite, die het ook angstvallig in haar bezit hield: ze richtte ter nagedachtenis aan haar broer een eigen blauwe kamer in, waarbinnen ze het werk weg hield van de ogen van de wereld. Het schilderij zou in haar nakomelingschap blijven tot in 1984. In 1991 werd het uiteindelijk bij Christie's te New York aangekocht door het Erfgoedfonds van de Koning Boudewijnstichting met steun van de Nationale Loterij en in bruikleen gegeven aan de Koninklijke Musea voor Schone Kunsten van België te Brussel, waar het nog steeds te zien is.